# Charles Langham

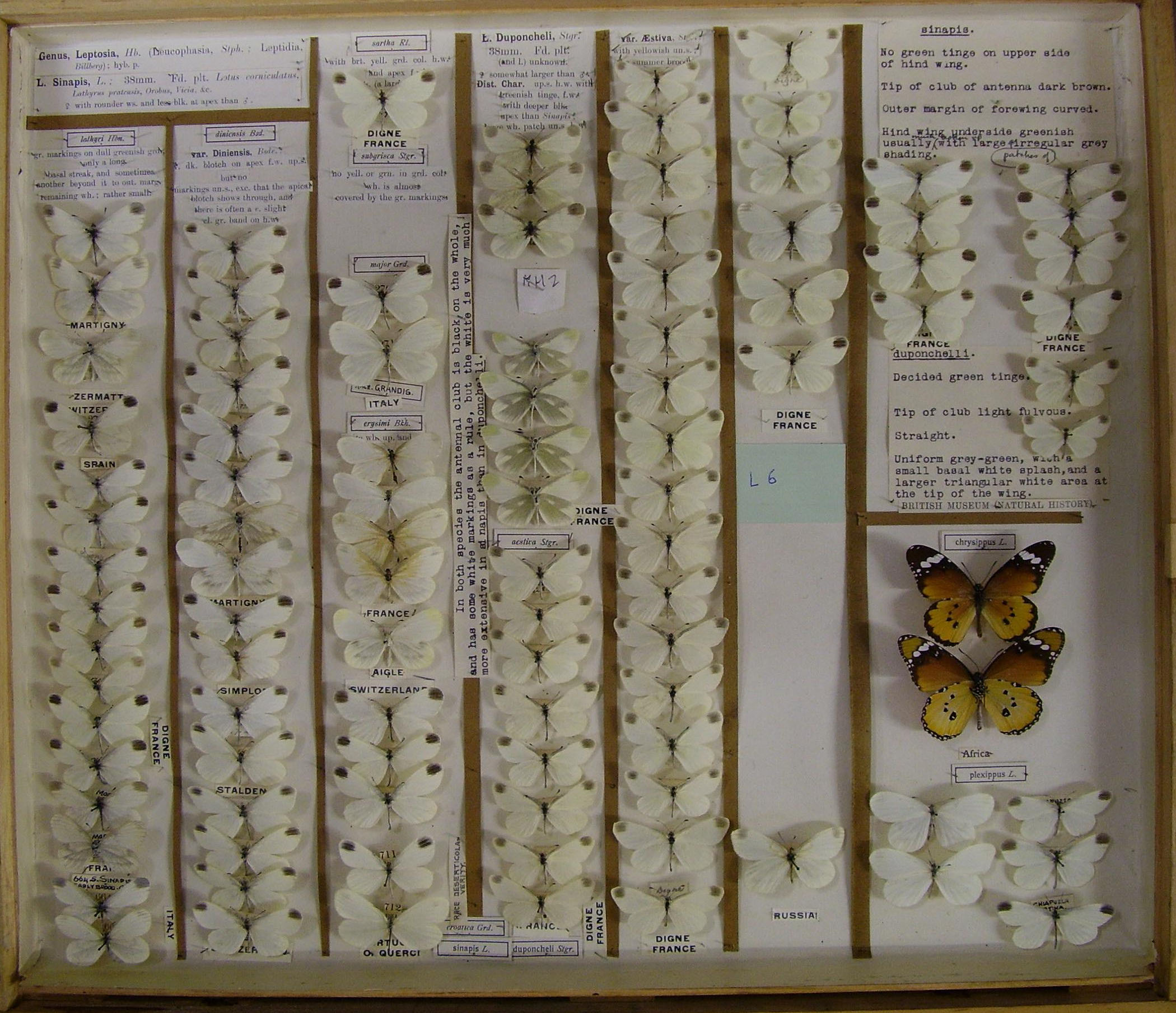
Cajón de Pieridae de la Colección Langham, Museo Ulster.

Herbert Charles Arthur Langham, 13.º Baronet (24 de mayo de 1870, Cottesbrooke, Northamptonshire - 3 de octubre de 1951, Tempo) fue un terrateniente inglés, fotógrafo, ornitólogo y entomólogo. Se educó en Eton y más tarde devino en teniente en el Northamptonshire Regimiento. Se casó con Ethel (Jenny) Tennent en 1893 y vivieron en Tempo Manor, Condado de Fermanagh, el cual heredó. Casa y propiedad construidas por su abuelo, otro naturalista, James Emerson Tennent. Fue lugarteniente diputado y juez de paz para el condado. En 1930 fue nombrado Sheriff de Fermanagh.

## Fotografía
Langham usaba un cámara de plato lleno con un trípode y cámaras de mano fabricadas por Leica y Voigtländer y otras cámaras de Kodak. Sus temas incluían el pueblo y personas de Tempo, los Alpes, familia y desnudos femeninois.

## Entomología
Desde 1890, ocupaba primaveras y veranos en los Alpes franceses y suizos. Principalmente un coleccionista. Sus colecciones de mariposas y polillas incluían especímenes ingleses e irlandeses. Los Alpes franceses, y suizos y la colección alpina de solo mariposas y aumentada por especímenes adquiridos de Escandinavia, Palestina (ex Philip Graves) Persia, Rusia y África del Norte.

## Abreviatura (zoología)
La abreviatura Langham  se emplea para indicar a Charles Langham como autoridad en la descripción y taxonomía en zoología.